# Gomezserracín
Gomezserracín er en by og kommune i det centrale Spanien i provinsen Segovia. Den har et indbyggertal på 625 (2024) indbyggere.